# Dívida ecológica

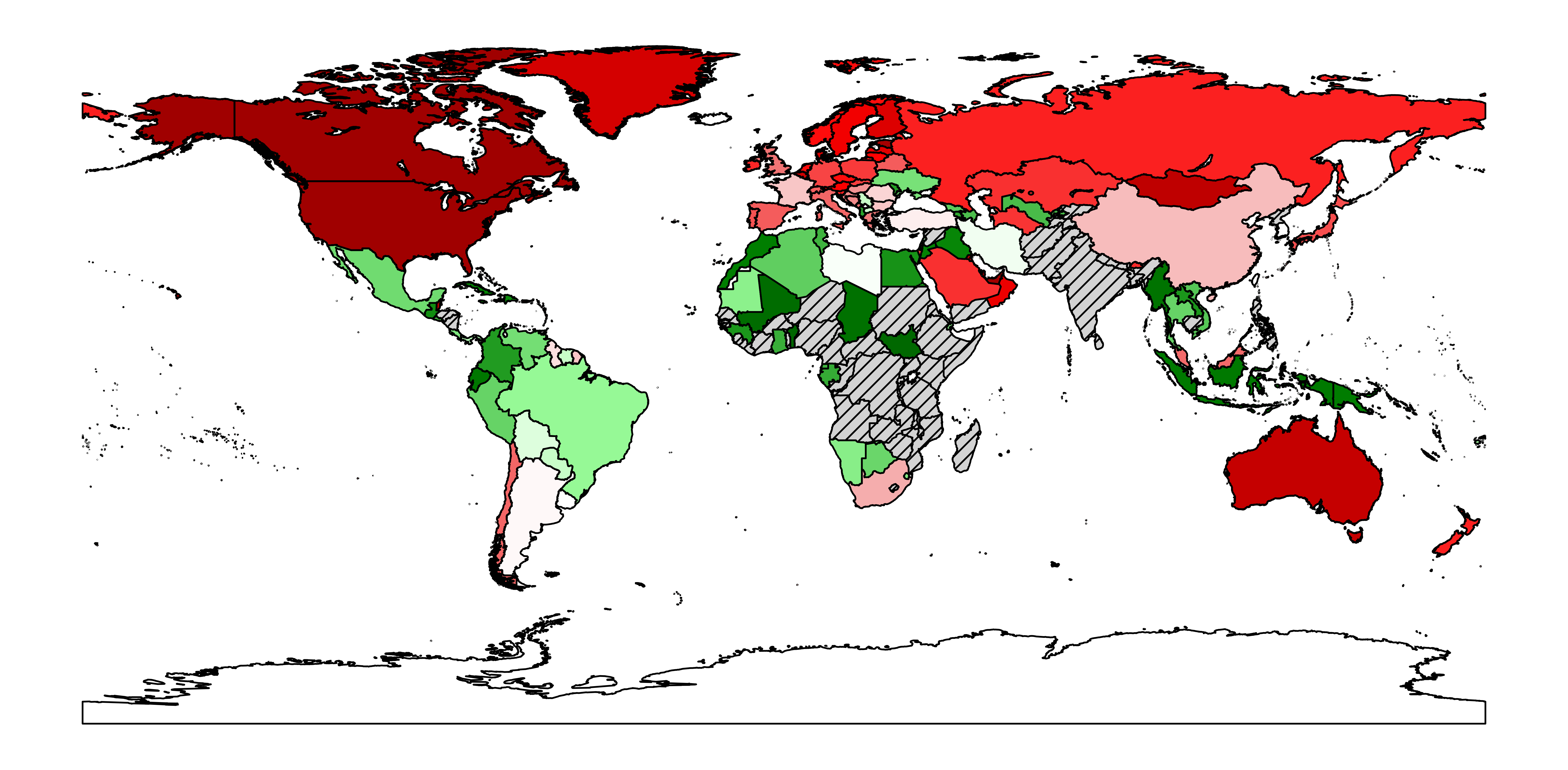
A taxa de consumo do Norte Global é superior a sua produção (em vermelho), enquanto o Sul Global produz mais do que consome (verde). A proporção entre consumo e produção de recursos relaciona-se com a quantidade de degradação ambiental e a dívida ecológica entre países

Dívida ecológica refere-se à dívida acumulada pelos países do Norte Global com os países do Sul Global, devido ao montante histórico de injustiças ambientais, especialmente via exploração de recursos, degradação de habitats naturais e poluição por descarte de resíduos. O conceito foi cunhado por organizações não governamentais do Sul na década de 1990 e sua definição variou ao longo dos anos, por meio de várias tentativas de maior especificação do termo.
Dentro da ampla definição de dívida ecológica, há dois aspectos principais: os danos ecológicos causados ao longo do tempo por um país à outros ou à ecossistemas transnacionais, por meio de seus padrões de produção e consumo; e a exploração de ecossistemas ao longo do tempo por um país em detrimento dos direitos equitativos a esses ecossistemas por outros países.

## História
Em 1992, o termo apareceu em duas reportagens publicadas em diferentes lugares do mundo: "Deuda ecológica", em espanhol, no Chile, e “Miljöskulden ”, em sueco, na Suécia. O relatório em espanhol, publicado pelo Instituto de Ecologia Política (IEP), foi uma resposta política e ativista às negociações ambientais globais que aconteceram durante a Cúpula do Rio. O texto abordou o debate sobre o patrimônio da natureza, que ocorreu na América Latina desde a década de 1980, sobre como esse patrimônio latino-americano foi historicamente consumido e não devolvido (ou seja, configura-se como um dívida ecológica). Por outro lado, o objetivo do relatório sueco era calcular a dívida sueca para as gerações futuras e destinava-se a servir nacionalmente para o Conselho Ambiental Sueco. Embora o último tenha tido menos influência mundial no debate do conceito, ambos os relatórios têm abordagens opostas ao considerar a dívida ecológica: o primeiro, desde o Sul Global, expressa-o em termos simbólicos, focando os aspectos morais e políticos, enquanto o segundo, desde o Norte Global, tenta quantificá-lo em termos econômicos, monetizá-lo.
Em 1994, o advogado colombiano José María Borrero Navia escreveu um livro sobre a dívida ecológica. A obra referia-se aos passivos ambientais dos países do Norte pela excessiva produção per capita de gases de efeito estufa, tanto historicamente, quanto contemporaneamente. O conceito foi então reutilizado por algumas organizações ambientais do Sul Global. Campanhas sobre a dívida ecológica foram lançadas desde 1997 pela Acción Ecologica do Equador e também pelos Amigos da Terra.
Globalmente, o movimento da dívida ecológica nasceu da convergência de três fatores principais durante os anos 1980 e 1990: (1) as consequências da crise da dívida nos anos 1970 devido ao aumento drástico das taxas de juros (seguido por ajustes feitos pelos Estados Unidos para resolver a estagflação em 1981, colocando os países do chamado terceiro mundo, altamente endividados em uma situação de impossibilidade de pagamento da dívida; (2) o aumento da consciência ambiental, evidente em movimentos ativistas e ações de ONGs presentes na Cúpula do Rio em 1992; (3) um aumento no reconhecimento da violência causada pelo colonialismo ao longo dos anos (a demanda de reconhecimento é de mais de 500 anos, desde que Colombo chegou à América do Norte).
Em 2009, a estudiosa ecofeminista Ariel Salleh explicou como os processos capitalistas em funcionamento no Norte global exploram simultaneamente a natureza e as pessoas, sustentando a existência de uma grande dívida ecológica em seu artigo, "Dívida Ecológica: Dívida Incorporada". Na Cúpula da Terra, na Rio-92, políticos e líderes empresariais do Norte global apresentaram a suposta solução para a crise da dívida externa no Sul global. Eles propuseram "trocas da dívida pela natureza", o que significa essencialmente que os países que possuem abundante biodiversidade e recursos ambientais os entregariam ao Norte global em troca do Banco Mundial reduzir sua dívida.
Ambientalistas feministas, ativistas indígenas e camponeses do Sul Global expuseram como o Norte Global é muito mais endividado com o Sul Global. Salleh justificou isso explicando como o processo de colonização de 500 anos, que envolve a extração de recursos, causou imensos danos e destruição ao ecossistema do Sul Global. De fato, cientistas da Academia Nacional de Ciências estadunidense afirmam que no período entre 1961 e 2000, analisando o custo das emissões de gases de efeito estufa criadas apenas pelos países ricos (o Norte Global), tornou-se evidente que os ricos impuseram mudanças climáticas sobre os pobres, que superam em muito sua dívida externa. Toda essa degradação ambiental equivale a uma dívida ecológica, confiscando os recursos de subsistência das pessoas no Sul Global.
Também em 2009, Andrew Simms usou a dívida ecológica de uma forma mais biofísica e a definiu como o consumo de recursos de um ecossistema que excede a capacidade regenerativa do sistema. Isso é visto em particular em recursos não renováveis em que o consumo supera a produção. Em um sentido geral em seu trabalho, refere-se ao esgotamento dos recursos globais além da capacidade da Terra de regenerá-los. O conceito, neste sentido, é baseado na capacidade de suporte biofísica de um ecossistema; através da medição das pegadas ecológicas, a sociedade humana pode determinar a taxa em que está esgotando os recursos naturais. Em última análise, o imperativo da sustentabilidade exige que a sociedade humana viva dentro dos meios do sistema ecológico para sustentar a vida a longo prazo. A dívida ecológica é uma característica de sistemas econômicos insustentáveis.